# Col de la Gemmi
Le col de la Gemmi (Gemmipass en allemand) est un col de Suisse situé à 2 268 mètres d'altitude, dans la commune de Loèche-les-Bains (canton du Valais).

## Géographie

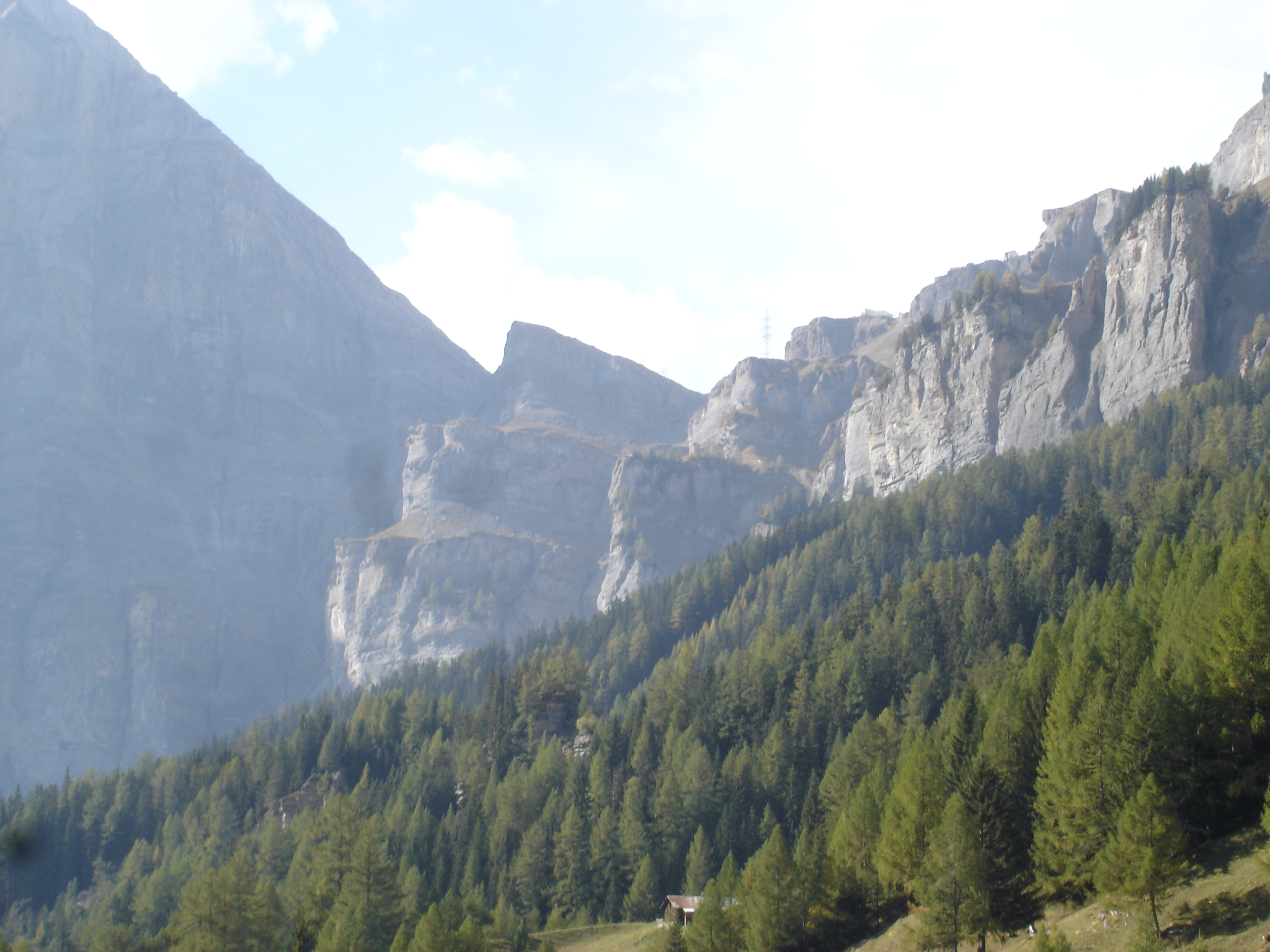
Vue en direction du col depuis Loèche-les-Bains.

### Situation
Le col relie les vallées de la Dala, affluent de rive droite du Rhône, et du Lämmerendalu qui se jette dans le lac de Dauben (Daubensee).
Le col est situé entre le Daubenhorn (2 942 m) à l'ouest et la chaîne des Plattenhörner (max. 2 855 m) à l'est qui s'appuie sur le Rinderhorn (3 449 m).
Deux kilomètres au nord du lac de Dauben, la vallée atteint le territoire du canton de Berne (commune de Kandersteg).

### Relief
La pente est relativement douce du côté nord, où il y a un chemin carrossable non-goudronné.
Du côté sud, elle est abrupte, mais on y trouve un sentier assez large (plus d'un mètre) et bien aménagé.
Le col offre un panorama sur les plus hauts sommets valaisans : Cervin, mont Rose, Dom des Mischabel ou encore Dent Blanche.

## Histoire

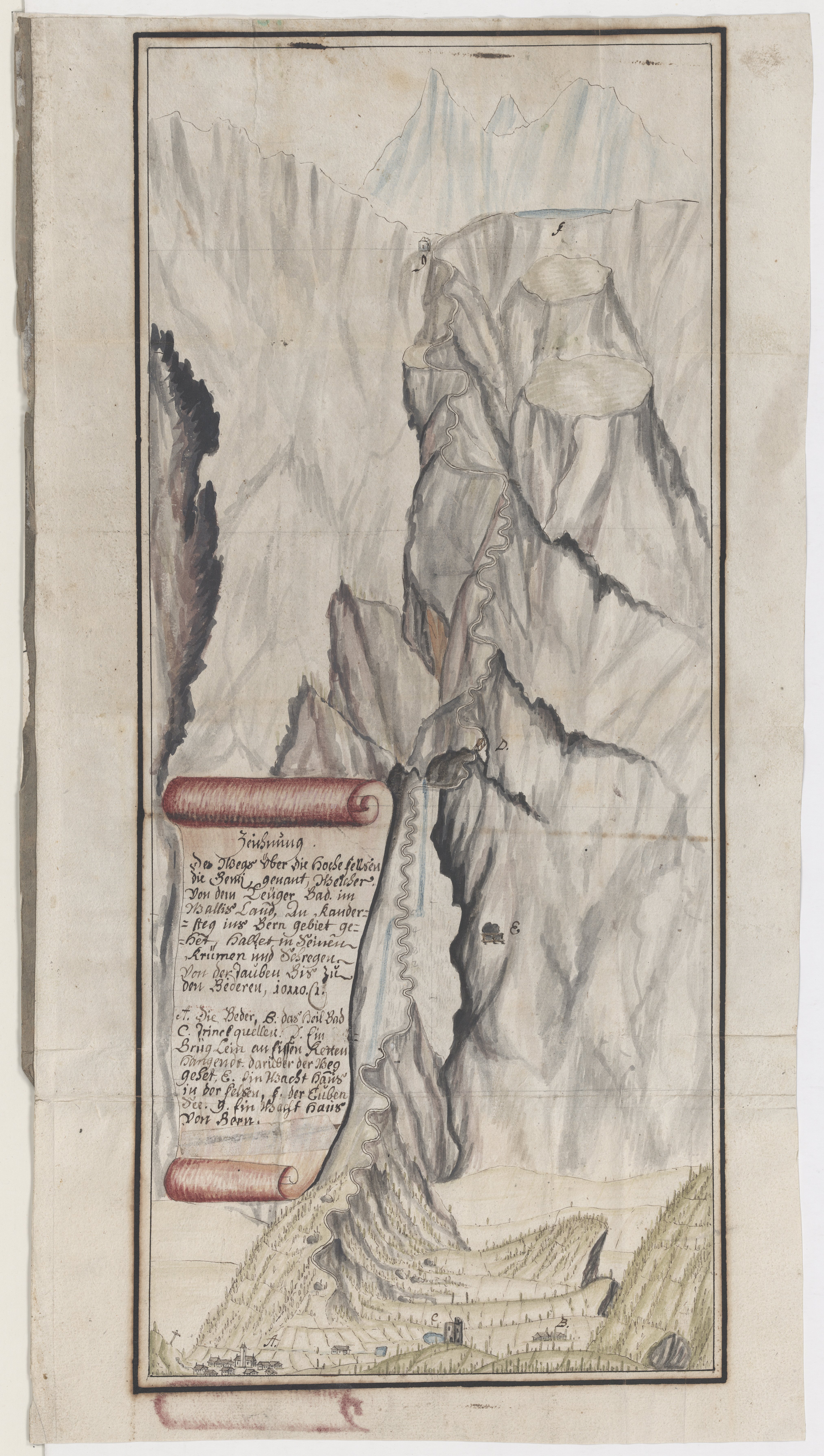
Dessin du passage, 1701.

Le col est utilisé au moins depuis l'époque romaine, comme l'attestent les pièces découvertes sur le trajet.
Plus tard, il a été parcouru par des personnes se rendant en cure pour profiter des eaux thermales de la station. À une époque, le passage de ce col vertigineux était facilité par des porteurs qui transportaient sur les escarpements du petit sentier les voyageurs peu habitués à la montagne et au vide.

## Activités
La région du col est un domaine de ski de randonnée et de ski de fond, accessible depuis Loèche-les-Bains. Un téléphérique relie directement la station au col. En plein hiver, les skieurs de fond peuvent parcourir la surface gelée du lac de Dauben.
Durant les années 1950, une autoroute de Kandersteg à Loèche-les-Bains passant en tunnel sous le col de la Gemmi fut envisagée, puis le projet fut abandonné.

## Le col dans la culture populaire
Goethe parle de l'imposante façade rocheuse en 1779 dans le récit de son passage à Loèche-les-Bains, qui était déjà une station thermale : « Nous voyions devant nous cette Gemmi, dont on fait des descriptions si terribles ». Passé le col, Goethe rejoint Interlaken, puis se rend à Lucerne. Ce voyage dans les montagnes suisses l'inspirera plus tard pour son roman Die Alpen (version française : En Suisse et dans les Alpes).
Dans sa nouvelle L'Auberge, Maupassant situe au pied du col une auberge dans laquelle hivernent deux gardiens. Le plus vieux meurt dans une crevasse et le plus jeune devient fou.
Dans Le Dernier Problème, Sherlock Holmes et le docteur Watson franchissent le col afin de rejoindre Meiringen avant l'affrontement final avec le professeur Moriarty.